# قلعه آشوراده
قلعه آشوراده مربوط به اوایل دوره قاجار است و در شهرستان ترکمن، بخش مرکزی، جزیره آشوراده واقع شده و این اثر در تاریخ ۱۰ بهمن ۱۳۸۳ با شمارهٔ ثبت ۱۱۳۰۸ به‌عنوان یکی از آثار ملی ایران به ثبت رسیده‌است.